# Dicliptera armata
Dicliptera armata är en akantusväxtart som beskrevs av Ferdinand von Mueller. Dicliptera armata ingår i släktet Dicliptera och familjen akantusväxter. Inga underarter finns listade i Catalogue of Life.